# Electric Light Orchestra Live
Electric Light Orchestra Live je album v živo skupine Electric Light Orchestra, ki je izšel 19. aprila 2013 v Združenem kraljestvu in 23. aprila istega leta v Združenih državah Amerike pri založbi Frontiers Records.

## Pregled
Album vsebuje posnetke s koncerta turneje ob izidu albuma Zoom, ki je potekal leta 2001 v CBS Television City v Los Angelesu, ter dve prej še neizdani skladbi. Večina skladb je izšla v video obliki na DVD-ju Zoom Tour Live, skladbe »Secret Messages«, »Sweet Talkin' Woman«, »Twilight« in »Confusion« pa so prvič izšle prav na tem albumu.
Dve dodatni živi skladbi z istega koncerta, »Turn to Stone« in »Do Ya«, sta izšli kot dodatni skladbi na nekaterih ponovnih izdajah albuma Zoom, ki so izšle vzporedno z albumom Electric Light Orchestra Live.

## Seznam skladb
Vse pesmi je napisal in uglasbil Jeff Lynne, razen kjer je posebej označeno.
| Št. | Naslov                              | Dolžina |
| --- | ----------------------------------- | ------- |
| 1.  | „Evil Woman‟                        | 4:28    |
| 2.  | „Showdown‟                          | 4:09    |
| 3.  | „Secret Messages‟                   | 4:06    |
| 4.  | „Livin' Thing‟                      | 4:10    |
| 5.  | „Sweet Talkin' Woman‟               | 3:16    |
| 6.  | „Mr. Blue Sky‟                      | 3:32    |
| 7.  | „Can't Get It Out of My Head‟       | 4:12    |
| 8.  | „Twilight‟                          | 3:31    |
| 9.  | „Confusion‟                         | 3:35    |
| 10. | „Don't Bring Me Down‟               | 4:08    |
| 11. | „Roll Over Beethoven‟ (Chuck Berry) | 6:26    |

| Dodatni skladbi | Dodatni skladbi              | Dodatni skladbi |
| Št.             | Naslov                       | Dolžina         |
| --------------- | ---------------------------- | --------------- |
| 12.             | „Out of Luck‟ (posneto 2010) | 2:36            |
| 13.             | „Cold Feet‟ (posneto 1992)   | 2:18            |

| Dodatna skladba na japonski izdaji | Dodatna skladba na japonski izdaji           | Dodatna skladba na japonski izdaji |
| Št.                                | Naslov                                       | Dolžina                            |
| ---------------------------------- | -------------------------------------------- | ---------------------------------- |
| 14.                                | „Telephone Line‟ (Live from Bungalow Palace) |                                    |

## Glasbeniki
- Jeff Lynne – solo vokal, solo kitara, ritem kitara
- Richard Tandy – klaviature, sintetizator, vocoder
- Marc Mann – solo kitara, ritem kitara, klaviature, spremljevalni vokal
- Matt Bissonette – bas kitara, spremljevalni vokal
- Gregg Bissonette – bobni, spremljevalni vokali
- Peggy Baldwin – električni čelo
- Sarah O'Brien – električni čelo
- Rosie Vela – spremljevalni vokal